# Brian Lee (Eishockeyspieler, 1987)
Brian Lee (* 26. März 1987 in Moorhead, Minnesota) ist ein ehemaliger US-amerikanischer Eishockeyspieler und -trainer, der im Verlauf seiner aktiven Karriere zwischen 2005 und 2013 unter anderem 213 Spiele für die Ottawa Senators und Tampa Bay Lightning in der National Hockey League (NHL) auf der Position des Verteidigers bestritten hat.

## Karriere
Brian Lee spielte zunächst von 2003 bis 2005 Eishockey für die Moorhead Spuds, der High-School-Mannschaft der Moorhead High School, im High-School-Ligensystem der Vereinigten Staaten. Nach Abschluss seiner High-School-Karriere gewann Lee im Kalenderjahr 2005 die jährlich vergebene Auszeichnung als Minnesota Mr. Hockey, welche den besten High-School-Spieler des US-Bundesstaates Minnesota würdigt. Seine letzte Saison als High-School-Akteur verbrachte der US-Amerikaner zeitweise bei den Lincoln Stars, für die er in der Saison 2004/05 in der Juniorenliga United States Hockey League aktiv war.
Anschließend wurde er im NHL Entry Draft 2005 in der ersten Runde als insgesamt neunter Spieler von den Ottawa Senators ausgewählt. Zunächst besuchte er jedoch zwei Jahre lang die University of North Dakota und spielte parallel für deren Eishockeymannschaft in der National Collegiate Athletic Association. In seinem ersten Universitätsjahr gewann er mit seiner Mannschaft auf Anhieb die Meisterschaft der Western Collegiate Hockey Association, in deren All-Rookie Team er gewählt wurde. In der Saison 2007/08 gab der Verteidiger sein Debüt für die Ottawa Senators in der National Hockey League, als er in sechs Spielen ein Tor vorbereitete. Die gesamte restliche Spielzeit verbrachte er allerdings bei deren Farmteam Binghamton Senators in der American Hockey League. Für Binghamton erzielte er in 55 Spielen drei Tore und gab 22 Vorlagen. 
Von 2008 bis 2010 stand Lee parallel für Ottawa in der NHL und Binghamton in der AHL auf dem Eis. Ab der Saison 2010/11 spielte der US-Amerikaner ausschließlich für das NHL-Team der Ottawa Senators. Am 27. Februar 2012 transferierten ihn diese im Austausch für Matt Gilroy zu den Tampa Bay Lightning. Nachdem Lee sich am Ende der Saison 2012/13 bei einem Einsatz für die Syracuse Crunch, dem Farmteam der Lightning in der AHL, das Kreuzband gerissen hatte, war er die gesamte nachfolgende Spielzeit zu einer Verletzungspause gezwungen, woraufhin sein Vertrag in Tampa nicht verlängert wurde. Im Vorfeld der Saison 2014/15 nahm Lee an einem Trainingscamp der Nashville Predators teil, wo jedoch erneut Komplikationen im zuvor operierten Knie auftraten, sodass sich der Amerikaner im Dezember 2014 in Absprache mit den behandelnden Ärzten zu einem vorzeitigen Karriereende entschied, um dem Risiko einer potenziell dauerhaften Gehbeeinträchtigung zu entgehen. Er kündigte an, sich fortan einem medizinischen Studium mit der Spezialisierung auf Krankenpflege und Anästhesiologie an der University of North Dakota zu widmen. Ebenso war er zwischen 2015 und 2018 als Assistenztrainer der Frauenmannschaft und in der Saison 2019/20 der Männermannschaft des Concordia College in seiner Geburtsstadt Moorhead tätig.

### International
Für die USA nahm Lee an den U20-Junioren-Weltmeisterschaften 2005, 2006 und 2007 teil. Sein größter internationaler Erfolg war der Gewinn der Bronzemedaille bei der U20-Junioren-Weltmeisterschaft 2007.

## Erfolge und Auszeichnungen
- 2005 Minnesota Mr. Hockey
- 2006 Broadmoor-Trophy-Gewinn mit der University of North Dakota
- 2006 WCHA All-Rookie Team
- 2008 Teilnahme am AHL All-Star Classic

### International
- 2007 Bronzemedaille bei der U20-Junioren-Weltmeisterschaft

## Karrierestatistik

### International
Vertrat die USA bei:
- U20-Junioren-Weltmeisterschaft 2005
- U20-Junioren-Weltmeisterschaft 2006
- U20-Junioren-Weltmeisterschaft 2007

(Legende zur Spielerstatistik: Sp oder GP = absolvierte Spiele; T oder G = erzielte Tore; V oder A = erzielte Assists; Pkt oder Pts = erzielte Scorerpunkte; SM oder PIM = erhaltene Strafminuten; +/− = Plus/Minus-Bilanz; PP = erzielte Überzahltore; SH = erzielte Unterzahltore; GW = erzielte Siegtore; 1 Play-downs/Relegation; Kursiv: Statistik nicht vollständig)